# Ivan Šarić
Ivan Evanđelist Šarić (Travnik, 27 de septiembre de 1871-Madrid, 16 de julio de 1960) fue un arzobispo católico croata y colaboracionista del régimen pronazi antes y durante la Segunda Guerra Mundial. Al finalizar el conflicto huyó a la España franquista.

## Biografía
Nació en Travnik el 27 de septiembre de 1871. Arzobispo de Sarajevo entre 1919 y 1945, en 1934 se unió a la Ustacha. Tradujo al croata el Antiguo y el Nuevo Testamento, la primera edición de esta obra se publicó en Sarajevo en 1942.
Fue un firme defensor del nacionalismo croata y arguyó la incompatibilidad del comunismo con la fe católica; al parecer llegó a comparar la figura de Ante Pavelić con la de Cristo. Mantuvo una cercana amistad con el también religioso Božidar Bralo. Falleció el 16 de julio de 1960, en la ciudad de Madrid, España, país donde llevaba exiliado desde 1945.